# ФК Гостивар
ФК Гостивар (на украински: Фудбалски клуб Гостивар) е футболен клуб от едноименния град Гостивар, Северна Македония. Играе домакинските си срещи на Градския стадион с капацитет от 1 000 места.

## История
Отборът е основан през 1919 г. През сезон 2022/23 заема второ място във Втора лига и печели промоция за Първа македонска лига 2023/24, където ще направи дебюта си.

## Предишни имена
| Години      | Име                                   |
| ----------- | ------------------------------------- |
| 1919 – 2010 | „ФК Риниа Гостивар“ KF Rinia Gostiwar |
| 2010 -      | „ФК Гостивар“ KF Gostiwar             |

## Успехи
Купа на Македония:
- 1/8 финалист (1): 2012

Втора лига:
- 2-ро място (1): 2022/23 (промоция)